# 科巴尼之戰
科巴尼之戰是伊斯兰国在2014年9月為奪取叙利亚北部邊境城市科巴尼（阿拉伯語地名為「艾因阿拉伯」）而發動的攻城戰，從2014年9月13日開始。

## 戰況
最初只有庫爾德人的人民保衛隊抵抗伊斯蘭國的進攻，面對擁有坦克和大炮的伊斯蘭國武裝分子，人民保衛隊在兵力、武器和彈藥補給處於劣勢。
至2014年10月2日，伊斯蘭國已攻佔科巴尼周邊的350個庫爾德人村莊和城鎮，約30萬庫爾德人逃離家園，當中大部分人逃到土耳其境內。伊斯蘭國從東、南、西三面包圍科巴尼，僅剩下北面連接土耳其邊境的通道仍由守軍控制，形勢岌岌可危。
雖然科巴尼本身的戰略價值不大，但是科巴尼毗鄰土耳其邊境，各國記者可以在土耳其境內安全地直擊戰況，因此當地戰事得到廣泛報道。如果科巴尼失守，在宣傳上有可能被視為多國聯軍的空襲也無力遏制伊斯蘭國，對伊斯蘭國來說是具有重大的象徵意義。
在科巴尼形勢最危急時，以美國為首的多國聯軍加強空襲攻城的敵軍，加上配備大炮的伊拉克庫爾德人武裝前來增援，守軍成功扭轉形勢。
至2015年1月26日，守軍已控制科巴尼市區9成區域。據敘利亞人權觀察的說法，戰鬥已造成超過1600人喪生，包括1196名聖戰分子。1月27日，在庫爾德人頑強的抵抗和聯軍連日來的空襲下，伊斯蘭國被迫主動撤離科巴尼。庫爾德人徹底奪回科巴尼的控制權，結束三個月來的艱苦戰鬥。

## 外界支援
由於人民保衛隊所屬的民主聯盟黨與庫爾德工人黨關係密切，被土耳其政府視為潛在威脅。土耳其拒絕出兵救援科巴尼，並阻止庫爾德人從土敘邊境進入科巴尼支援，引起土耳其境內的庫爾德人發起2014年科巴尼示威，美國官員也不滿土耳其政府坐視不救的做法。土耳其要求美國把空襲目標擴大至敘利亞政府軍和在敘利亞境內設立禁飛區，換取土耳其參與打擊伊斯蘭國，美國不為所動。持續戰鬥使科巴尼守軍彈藥短缺，美國不顧土耳其反對，向守軍空投武器彈藥和醫療物資支援。後來經過美國爭取，土耳其容許伊拉克庫爾德人武裝借道土耳其進入科巴尼增援。